# 虎島和夫
虎島和夫（1928年1月6日—2005年11月1日），日本政治家，曾任自民黨之眾議院議員。出生於長崎縣福江市（今五島市）。